# スタヴ・シェレズ
スタヴ・シェレズ（Stav Sherez、1970年 - ）はイギリスの推理作家・音楽評論家。

## 略歴
1970年に生まれてロンドンで育ち、レイティマー上級学校を経てリーズ大学に進んだ。シェレズは1999年から2004年までイギリスの音楽雑誌『Comes with a Smile』の主要な寄稿者として活動。2004年にペンギンブックスから出版された処女作の小説『野良犬の運河』（The Devil's Playground）が英国推理作家協会によるCWA賞のニュー・ブラッド・ダガー賞にノミネートされた。
2006年12月からカトリック雑誌の『カトリック・ヘラルド』で編集者をしながら小説を発表している。2012年に発表した『A Dark Redemption』と2013年の『Eleven Days』がそれぞれ翌年のシークストン・オールドペキュリア・クライムノベルオブザイヤーアワードにノミネートされ、2017年発表の『The Intrusions』は2018年の同賞を受賞した。
2008年に『The Devil's Playground』が松本剛史の訳によりヴィレッジブックスから『野良犬の運河』の邦題で出版されたが、以降の作品については未訳である。

## 著作
- 『野良犬の運河』 The Devil's Playground ：ペンギンブックス、2004年 - ニュー・ブラッド・ダガー賞ノミネート
- The Black Monastery ：フェイバー・アンド・フェイバー（英語版）、2009年
- A Dark Redemption ：フェイバー・アンド・フェイバー、2012年 - シークストン・オールドペキュリア・クライムノベルオブザイヤーアワード 2013年ノミネート[3]
- Eleven Days ：フェイバー・アンド・フェイバー、2013年 - シークストン・オールドペキュリア・クライムノベルオブザイヤーアワード 2014年ノミネート[3]
- The Intrusions ：フェイバー・アンド・フェイバー、2017年 - シークストン・オールドペキュリア・クライムノベルオブザイヤーアワード 2018年受賞[4]

### 短篇
- God Box - Perverted by Language: Fiction Inspired by the Fall 掲載, サーペンツ・テイル（英語版）、2007年
- Hotel Room - The Flash 掲載、Social Disease、2007年